# Província del Kurdistan (Iran)
La província del Kurdistan (en persa: استان کردستان, Ostâne Kordestân; en kurd: پارێزگه ی کوردستان, Parêzgeha Kurdistanê) és una de les 31 províncies de l'Iran. No s'ha de confondre amb l'àrea geogràfica del Kurdistan iranià, que ocupa una superfície més gran.
La província del Kurdistan té 28.817 km² de superfície que comprenen només una vuitena part de les zones kurdes habitades de l'Iran o del Kurdistan Iranià.
Es troba a l'oest del país, és fronterera amb l'Iraq i limita amb la província d'Azerbaidjan Occidental al nord, Zanjan al nord-est i Kermansah al sud. La seva capital i centre de la província és Sanandaj, (en kurd: Sinne). Altres grans ciutats són Marivan, Baneh, Saqqez, Qorveh, Bijar, Sardasht Kamyaran i Diwandarreh. És una de les regions més muntanyoses i fredes de l'Iran.

## Història
Tribusàries es van establir en aquesta regió després de la seva immigració a l'Iran. Des d'aquí van començar els primers plans per enderrocar als assiris, que va concloure en la seva derrota al final de 612 aC, i preparant l'escenari per al començament de l'Imperi Mitjà.
Quan els àrabs islàmics van atacar l'Imperi Sassànida l'any 634, molts kurds van resistir a la seva invasió, però finalment van haver de sotmetre al mandat musulmà. Al 835, un dels dirigents kurds es va revoltar contra Al-Mutasim, però va ser finalment derrotat. Els kurds es van revoltar diverses vegades contra els califes àrabs, però van ser derrotats.
En els següents cent anys, el Kurdistan es va convertir en l'escenari de diversos conflictes entre els diferents invasors, inclosos els mongols i els timúrides. El seu declivi va començar al segle xvi, quan el tràfic marítim va substituir a la famosa Ruta de la Seda.
Després de l'ordre del Sultà Ghiyath al-Din Muhammad Karbanda (Öljaitü), es va construir una petita ciutat a la regió de Bisutun amb el nom de Soltanabad Chamchal per funcionar com a centre polític i oficial del Kurdistan a l'edat mitjana. Va seguir sent la capital un segle i mig més, fins que l'any 1372, el govern es va traslladar al fort de Hassanabad, 6 km al sud de Sanandaj. Al voltant del segle xiv, la tribu Ardalan es va establir a Sanandaj, com a governants d'aquesta regió.
Segons els escrits de Sharafnama-Sharaf al-Din Bitlisi, abans conegut com el líder de la tribu, Bawa Ardalan, va ser un descendent d'Ahmad b. Marwan, que va governar a Diyarbakır. Ell es va assentar entre els goranis del Kurdistan i cap al final del període mongol es va fer càrrec de la regió de Sare Zor, on es va establir com a senyor absolut. Ell és considerat com el fundador del principat d'Ardalan, que incloïa els territoris de Zardiawa, Janaqin, Kirkuk, i Kifri, que ja eren la pàtria des kurd-goranis. La capital del principat per primera vegada va ser Sharazour, però es va traslladar a Sinne més endavant. Durant el regnat d'Ismail I, el fundador de la dinastia Safàvida, els kurds sunnites (entre ells els Ardalan) van ser recolzats pels califes otomans contra el govern xiïta dels safàvides. Quan Soleiman Khan Ardalan va arribar al poder l'any 1630, el tron va ser traslladat a Sanandaj i a partir de llavors, els governants van contribuir al ple desenvolupament de la zona.
Actualment, el poble kurd posseeix representació tant al Kurdistan iranià com a l'iraquià a la UNPO.

## Geografia

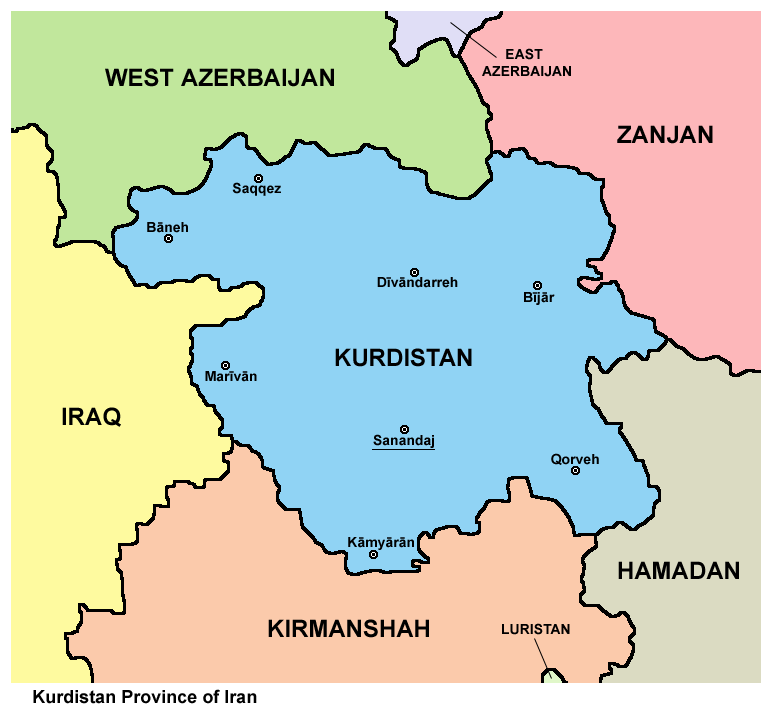
Mapa general de la província de Kurdistan.

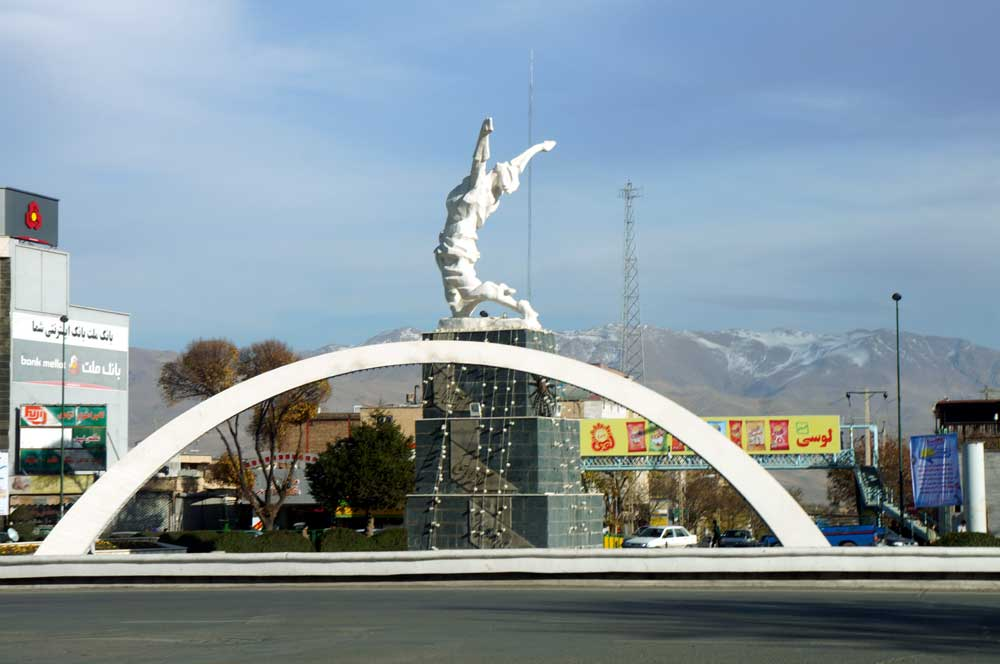
Sanandaj

La província del Kurdistan és una regió totalment muntanyenca que es pot dividir en dues seccions topogràfiques, occidental i oriental, segons si es troben a l'est o l'oest de Sanandaj. La província del Kurdistan està predominantment coberta per muntanyes i turons, té molts rius, llacs i coves, fet que ha atret a un gran nombre de turistes i aficionats al muntanyisme, esquí i esports d'aigua. Té una superfície de 28.817 km², que per la seva extensió és similar a la d'Albània.
El riu Zarrinehorood, de 302 km de llarg, és un dels més llargs de la província. Les riberes ofereixen grans oportunitats per a la pràctica d'esports nàutics. Aquest riu discorre cap al nord i desemboca al llac Urmia. El riu Serveixin és un altre riu important d'aquesta província: recorre una llarga distància, per finalment unir-se al Tigris a l'Iraq. El Zarineh Rood i el Simineh també són altres dos rius importants d'aquesta província. Hi ha un gran nombre d'espècies marines i aus que viuen a les riberes dels nombrosos rius de la província, que poden trobar aquí el seu hàbitat ideal.
El llac Zarivar és el llac més bonic de la província. Es troba als peus d'altes muntanyes, tot oferint una atractiva vista. El llac té una profunditat màxima de 50 metres i una profunditat mitjana de 3 m, i està envoltat d'espessos boscos. Té una longitud de 5 km i una amplada màxima que d'1,7 km, i se situa a l'oest de Marivan. La presa del llac Vahdat, al nord de Sanandaj, ofereix excel·lents oportunitats per a la pesca i els esports d'aigua.
Kurdistan es beneficia de moltes fonts d'aigua mineral, les més destacades són: Govaz al nord-oest de Kamyaran, Abetalkh a prop de Bijar i Baba Gorgor al nord de Ghorveh.
La cova Kereftoo, a prop de Divandarreh, és un lloc natural arqueològic únic. A l'interior de la cova hi ha una sèrie d'antics edificis coneguts com el Temple d'Heracli, perquè el nom d'aquest déu grec està tallat en el sostre d'una de les sales. La cova Shoovi, de 267 m de llarg, és una altra cova destacada, que es troba prop de la ciutat de Baneh.
Les principals muntanyes són les següents: Charkhaln (3330 msnm), Chehelcheshmeh (3173 msnm), Hossein Bak (3091 msnm) i Masjede Mirza (3059 msnm).
Entre la fauna del Kurdistan trobem el lleopard, al moltó, la cabra salvatge, les hienes, els xacals, els llops, les guineus i aus tals com la perdiu, l'ànec salvatge, la cigonya, el lloro i l'àguila.

## Cultura
La població de la província el 1996 era d'1.346.383 habitants dels quals el 52,42% eren habitants de zones urbanes i 47,58% de població rural. El poble kurd és la població majoritària en aquesta província. Parlen sorani - kurd, una llengua nord-occidental de les llengües iràniques. La regió històrica es diu Ardalan.
La llengua kurda està categoritzada en el grup de les llengües indoeuropees, amb una distintiva forma gramatical. Aquesta llengua té diversos dialectes a l'Iran: sorani, hewrami, feyli, kalhuri i kurmanji. La majoria de les persones a la província del Kurdistan parlen variants del kurd sorani, també conegut com a dialecte "Ardalani ". El kurd hewrami també es parla al voltant de Marivan, a la regió anomenada Hewramanî Text. En les parts orientals de la província com a Bijar i Qorveh estan habitades per azerbaidjanesos que parlen àzeri.

## Ciutats i pobles
- Sanandaj
- Saqez
- Marivan
- Kamiaran
- Baneh
- Divandarreh
- Qorveh
- Bijar
- Sarvabad

## Economia
Les principals activitats econòmiques són l'agricultura i la ramaderia. Els principals productes agrícoles són el blat, l'ordi i les fruites. Les principals activitats industrials en aquesta província són les indústries químiques, de metall, tèxtils, de cuir i d'alimentació.